# Szinyeújfalu
Szinyeújfalu (szlovákul: Chminianska Nová Ves, korábban Synovská Nová Ves) község Szlovákiában, az Eperjesi kerület Eperjesi járásában.

## Fekvése
Eperjestől 11 km-re nyugatra, a Nagy-Szinye-patak partján található.

## Története
Határában a 9.-10. századból származó településnyomokat találtak, tehát már ekkor lakott hely volt.
A mai falu Szinye határában keletkezett a 13. században. Először 1248-ban „Wyfalu” néven említik írott források. 1262-ben a Merse család birtoka. 1320-ban „Nowa Villa” néven találjuk. Szent Pál tiszteletére szentelt római katolikus temploma az 1330-as években már állt, ekkor említik Péter nevű papját is. 1427-ben „Vamoswyfalw” néven szerepel a korabeli forrásokban, ekkor 33 portát számláltak a faluban. Plébániája, vámja és malma is volt, később Sáros várának uradalmához tartozott. Egykori vámja alapján a 15.-16. században Vámosújfalunak nevezték. 1600-ban 14 háza volt. 1787-ben 71 házában 497 lakos élt.

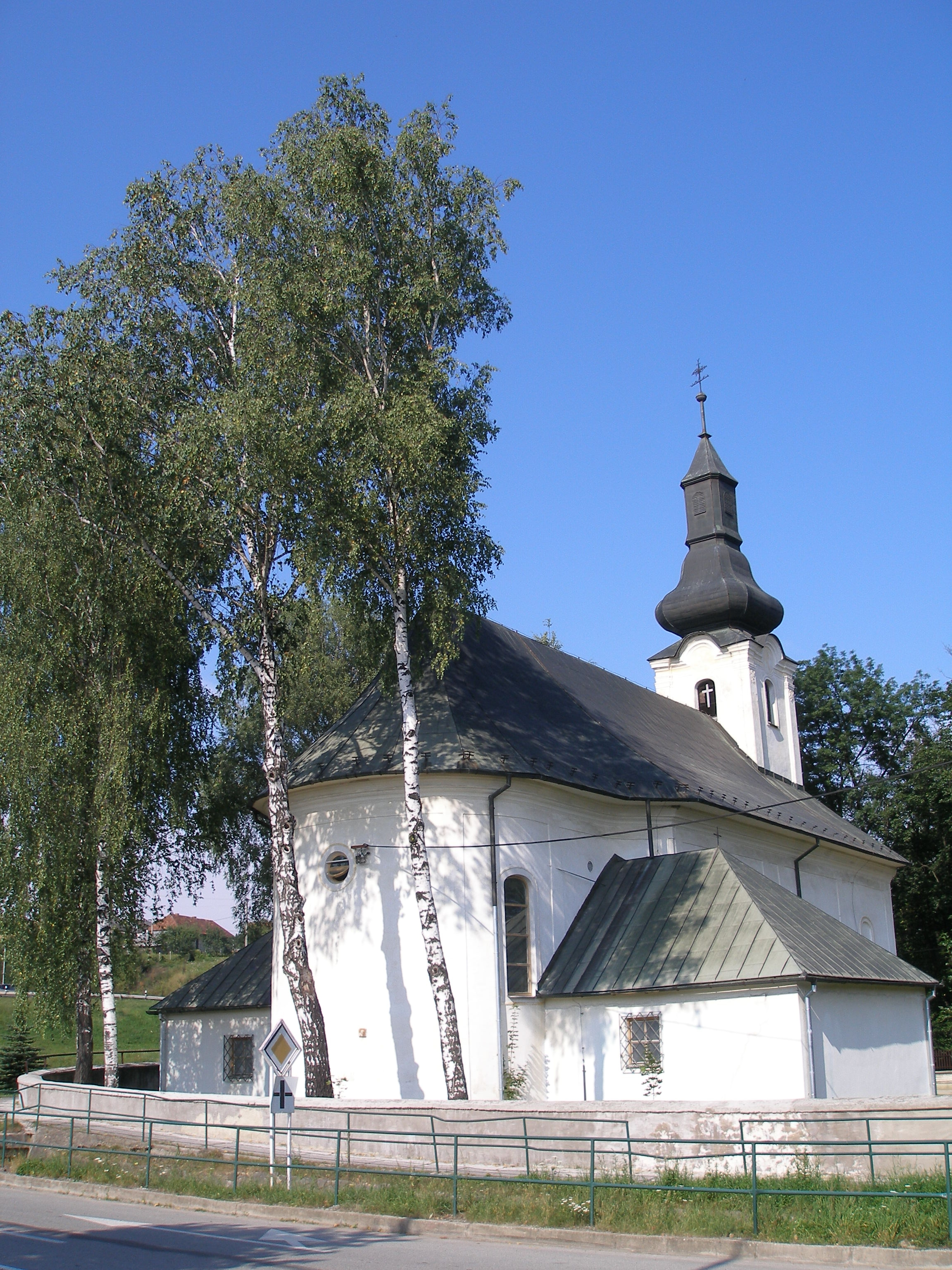
Szinyeújfalu - templom

A 18. század végén Vályi András így ír róla: „Szinye Újfalu. Sáros Várm. földes Ura Szinyei Uraság, fekszik a’ Lőtsére vezető ország útban; Szinyének filiája; határja meglehetős.”
1828-ban 75 házát 585-en lakták. Lakói mezőgazdasággal, vászonszövéssel foglalkoztak. A 19. században a Szinyei család birtoka volt.
Fényes Elek 1851-ben kiadott geográfiai szótárában így ír a faluról: „Szinye-Ujfalu, tót falu, Sáros vmegyében, Szinyéhez 1 órányira, a szepesi postautban, 550 kath., 20 evang. lak. F. u. a Szinyei Merse nemzetség.”
1920 előtt Sáros vármegye Eperjesi járásához tartozott.
Lakói a mezőgazdaságon kívül később Eperjes és Kassa nagyüzemeiben dolgoztak.

## Népessége
| Év:            | 1994. | 2004.    | 2014.   | 2024.   |
| -------------- | ----- | -------- | ------- | ------- |
| Emberek száma: | 1085  | 1224     | 1289    | 1291    |
| Eltérés:       |       | +12,81 % | +5,31 % | +0,15 % |

| Év:            | 2023. | 2024.   |
| -------------- | ----- | ------- |
| Emberek száma: | 1278  | 1291    |
| Eltérés:       |       | +1,01 % |

1910-ben 607, túlnyomórészt szlovák lakosa volt.
2001-ben 1153 lakosából 1145 szlovák volt.
2011-ben 1243 lakosából 1213 szlovák.

## Nevezetességei
- Római katolikus temploma eredetileg a 13. század második felében épült kora gótikus stílusban. A mai templom 1782-ben épült a korábbi templom helyén.
- Kastélya a 18. század második felében épült, késő barokk stílusú.

## Híres emberek
- Itt született 1845-ben Szinyei Merse Pál festőmüvész, a magyar impresszionizmus vezéralakja.